# Torneo Internacional de Chile 1977
El Torneo Internacional de Chile 1977 registrado como el Hexagonal de Santiago 1977, corresponde a la 19.ª edición del torneo amistoso de fútbol, jugado en el mes de enero y la primera semana de febrero. Compiten un equipo europeo de Austria, un brasileño y un argentino, junto a tres equipos chilenos.  
La competencia de este hexagonal se efectuó en dos ciudades: Santiago y Viña del Mar siendo además un torneo que se llevó a efecto con la intención de revivir, en la segunda mitad de la década de los 70, “las legendarias” competencias veraniegas de fútbol internacional, tomando como base el éxito de público que tuvo la Copa Ciudad Viña del Mar 1976.  
El campeón fue el equipo brasileño Santos.
Este Hexagonal se considera como el último del tipo Torneo Internacional, cerrando la nómina de dieciocho competencias que dieron fama y notoriedad a Santiago como sede o capital del fútbol en Sudamérica durante la estación veraniega.
Con el paso de los años han existido esporádicamente torneos bajo la modalidad todos contra todos, que emulan aquellos de la década de los 60, como el hexagonal de 1987 organizado por Universidad Católica como celebración de su quincuagésimo aniversario, como también algunas Copas Ciudad de Viña del Mar, Copas Ciudad La Serena o Copas Ciudad de Santiago.

## Datos de los equipos participantes
| Equipo               | Calidad |
| -------------------- | --- |
| Everton              | Anfitrión y campeón de la Primera División de Chile 1976                                                               |
| Universidad de Chile | Anfitrión y tercero lugar de la Primera División de Chile 1966                                                         |
| Colo-Colo            | Anfitrión y cuarto lugar de la Primera División de Chile 1976                                                          |
| Austria Viena        | Invitado y campeón de la Bundesliga austríaca 1976                                                                     |
| River Plate          | Invitado y subcampeón del Campeonato Nacional de Argentina 1976 y quinto del Torneo Metropolitano de Argentina de 1976 |
| Santos               | Invitado y decimoquinto del Campeonato Paulista de Fútbol de 1976                                                      |

### Aspectos generales

#### Modalidad
El torneo se jugó en una sola rueda de diez fechas bajo el sistema de todos contra todos, resultando campeón aquel equipo que acumulase más puntos en la tabla de posiciones. Se jugó un total de quince partidos, diez en el Estadio Nacional de Santiago y cinco en el Estadio Sausalito de Viña del Mar.

## Partidos

### Primera fecha
| 19 de enero de 1977 | Colo-Colo       | 1:3 | Santos                        | Estadio Nacional de Santiago, Santiago                     |                                                            |
|                     | Daniel Díaz 88' |     | Totonho 10', 46' · Batata 79' | Asistencia: 34.535 espectadores Árbitro(s): Sergio Vásquez | Asistencia: 34.535 espectadores Árbitro(s): Sergio Vásquez |

### Segunda fecha
| 21 de enero de 1977 | Universidad de Chile | 0:2 | Austria Viena               | Estadio Nacional de Santiago, Santiago                      |                                                             |
|                     |                      |     | Haider 57' · P. Schwarz 67' | Asistencia: 25.288 espectadores Árbitro(s): Guillermo Budge | Asistencia: 25.288 espectadores Árbitro(s): Guillermo Budge |

| 21 de enero de 1977 | Colo-Colo                                                | 3:2 | River Plate                   | Estadio Nacional de Santiago, Santiago                    |                                                           |
|                     | Luis Díaz 13' · Atilio Herrera 63' · Eddio Inostroza 89' |     | Ortiz 6' · Pedro González 25' | Asistencia: 25.288 espectadores Árbitro(s): Gastón Castro | Asistencia: 25.288 espectadores Árbitro(s): Gastón Castro |

### Tercera fecha
| 22 de enero de 1977 | Everton | 0:4 | Santos                                         | Estadio Sausalito, Viña del Mar                                   |                                                                   |
|                     |         |     | Airton Lira 4', 42' · Batata 59' · Totonho 80' | Asistencia: 20.550 espectadores Árbitro(s): Juan Silvagno Cavanna | Asistencia: 20.550 espectadores Árbitro(s): Juan Silvagno Cavanna |

### Cuarta fecha
| 25 de enero de 1977 | Everton                                                               | 4:2 | Universidad de Chile                    | Estadio Sausalito, Viña del Mar                          |                                                          |
|                     | Sergio González 40', 70' · Guillermo Martínez 50' · Pedro Gallina 75' |     | Leonardo Montenegro 20' · Juan Soto 76' | Asistencia: 5.504 espectadores Árbitro(s): Juan Silvagno | Asistencia: 5.504 espectadores Árbitro(s): Juan Silvagno |

### Quinta fecha
| 26 de enero de 1977 | River Plate               | 2:0 | Austria Viena | Estadio Nacional de Santiago, Santiago                     |                                                            |
|                     | Alejandro Sabella 2', 30' |     |               | Asistencia: 20.257 espectadores Árbitro(s): Néstor Mondría | Asistencia: 20.257 espectadores Árbitro(s): Néstor Mondría |

### Sexta fecha
| 28 de enero de 1977 | Colo-Colo                                      | 2:0 | Universidad de Chile | Estadio Nacional de Santiago, Santiago                       |                                                              |
|                     | Víctor Manuel González 2' · Juvenal Vargas 45' |     |                      | Asistencia: 25.693 espectadores Árbitro(s): Alberto Martínez | Asistencia: 25.693 espectadores Árbitro(s): Alberto Martínez |

| 28 de enero de 1977 | Santos               | 2:0 | River Plate | Estadio Nacional de Santiago, Santiago                    |                                                           |
|                     | Ailton Lira 62', 75' |     |             | Asistencia: 25.693 espectadores Árbitro(s): Juan Silvagno | Asistencia: 25.693 espectadores Árbitro(s): Juan Silvagno |

### Séptima fecha
| 29 de enero de 1977 | Everton | 0:1 | Austria Viena | Estadio Sausalito, Viña del Mar                          |                                                          |
|                     |         |     | Haider 68'    | Asistencia: 6.146 espectadores Árbitro(s): Juan Carvajal | Asistencia: 6.146 espectadores Árbitro(s): Juan Carvajal |

### Octava fecha
| 1 de febrero de 1977 | Everton                                         | 2:1 | Colo-Colo     | Estadio Sausalito, Viña del Mar                           |                                                           |
|                      | Guillermo Martínez 16' · José Luis Ceballos 90' |     | Luis Díaz 79' | Asistencia: 11.559 espectadores Árbitro(s): Juan Silvagno | Asistencia: 11.559 espectadores Árbitro(s): Juan Silvagno |

| 1 de febrero de 1977 | Austria Viena | 1:0 | Santos | Estadio Nacional de Santiago, Santiago                     |                                                            |
|                      | Hoditz II 89' |     |        | Asistencia: 8.162 espectadores Árbitro(s): Guillermo Budge | Asistencia: 8.162 espectadores Árbitro(s): Guillermo Budge |

| 1 de febrero de 1977 | Universidad de Chile | 1:1 | River Plate         | Estadio Nacional de Santiago, Santiago                    |                                                           |
|                      | Juan Soto 50'        |     | Eduardo Comisso 80' | Asistencia: 8.162 espectadores Árbitro(s): Néstor Mondría | Asistencia: 8.162 espectadores Árbitro(s): Néstor Mondría |

### Novena fecha
| 3 de febrero de 1977 | Everton                                                                          | 6:2 | River Plate            | Estadio Sausalito, Viña del Mar                            |                                                            |
|                      | José Luis Ceballos 19', 25', 58', 69' · Jorge Spedaletti 42' · Erasmo Zúñiga 89' |     | Pedro González 5', 64' | Asistencia: 5.344 espectadores Árbitro(s): Guillermo Budge | Asistencia: 5.344 espectadores Árbitro(s): Guillermo Budge |

### Décima fecha
| 4 de febrero de 1977 | Universidad de Chile | 0:2 | Santos           | Estadio Nacional de Santiago, Santiago                       |                                                              |
|                      |                      |     | Totonho 59', 85' | Asistencia: 11.761 espectadores Árbitro(s): Alberto Martínez | Asistencia: 11.761 espectadores Árbitro(s): Alberto Martínez |

| 4 de febrero de 1977 | Colo-Colo          | 1:0 | Austria Viena | Estadio Nacional de Santiago, Santiago                    |                                                           |
|                      | Juvenal Vargas 14' |     |               | Asistencia: 11.761 espectadores Árbitro(s): Gastón Castro | Asistencia: 11.761 espectadores Árbitro(s): Gastón Castro |

## Tabla de posiciones
| Pos | Equipo               | PJ | PG | PE | PP | GF | GC | Dif | Pts |
| --- | -------------------- | -- | -- | -- | -- | -- | -- | --- | --- |
| 1   | Santos               | 5  | 4  | 0  | 1  | 11 | 2  | 9   | 8   |
| 2   | Everton              | 5  | 3  | 0  | 2  | 12 | 10 | 2   | 6   |
| 3   | Colo-Colo            | 5  | 3  | 0  | 2  | 8  | 7  | 1   | 6   |
| 4   | Austria Viena        | 5  | 3  | 0  | 2  | 4  | 3  | 1   | 6   |
| 5   | River Plate          | 5  | 1  | 1  | 3  | 7  | 12 | -5  | 3   |
| 6   | Universidad de Chile | 5  | 0  | 1  | 4  | 3  | 11 | -8  | 1   |

PJ=Partidos jugados; PG=Partidos ganados; PE=Partidos empatados; PP=Partidos perdidos; GF=Goles a favor; GC=Goles en contra; Dif=Diferencia de gol; Pts=Puntos
|  | Campeón |

## Campeón
| Brasil           |
| Santos 4º título |